# Emilian Dolha
Emilian Ioan Dolha (* 3. November 1979 in Turda, Kreis Cluj) ist ein rumänischer ehemaliger Fußballtorhüter. Er wurde zwei Mal in der Nationalmannschaft eingesetzt.

## Karriere
Dolha begann seine Karriere bei Gloria Bistrița, wo er bereits 1996 in die erste Mannschaft geholt wurde. In der ersten Saison wurde der Verein 13. der Liga. Nach zwei elften Plätzen 1998 und 1999 wechselte er zum FC Olimpia Satu Mare, der gerade aus der ersten Liga abgestiegen war.
In der zweiten Liga wurde Dolha mit dem Verein Fünfter der Seria II der Divizia B. Daraufhin wurde er von Rapid Bukarest verpflichtet.
In der ersten Saison wurde der vierte Platz erreicht. 2001/02 wurde in der Meisterschaft der dritte Endrang erreicht, weiters konnte sich Dolha über seinen ersten großen Erfolg freuen: Rapid wurde rumänischer Pokalsieger. 2002/03 konnte sich der Torhüter mit dem Verein zum Meister krönen. In den darauffolgenden Saisonen wurden zwei dritte und ein zweiter Platz erreicht. 2005/06 konnte dann der zweite Pokalsieg in der Karriere des Torhüters geholt werden.
2006 wechselte er nach Polen. Dolha unterschrieb bei Wisła Krakau. Nach Platz acht 2006/07 wechselte er innerhalb der polnischen Liga zu Lech Posen. Dort wurde am Ende der Saison der vierte Rang erreicht.
Nach zwei Jahren in Polen kehrte der Rumäne 2008 nach Bukarest zurück und ging zu Dinamo Bukarest. In der ersten Saison 2008/09 noch Ersatztorhüter (wo Dinamo Dritter wurde) konnte er sich 2009/10 als Stammspieler durchsetzen. In der Rückrunde 2010/11 musste er seinem Konkurrenten Cristian Bălgrădean den Platz wieder räumen. Im Sommer 2011 verließ er daraufhin den Verein und wechselte zu FK Fakel Woronesch in die russische 1. Division. Ein Jahr später kehrte er nach Rumänien zurück, wo er sich Aufsteiger Gloria Bistrița anschloss. Im Sommer 2013 heuerte er bei Ligakonkurrent Universitatea Cluj an. Im Sommer 2014 wurde sein Vertrag nicht verlängert. Nach einem halben Jahr ohne Engagement unterschrieb er Anfang Februar 2015 erneut in Cluj. Dort fungierte er meist als Stellvertreter von Robert Veselovsky und kam nur zweimal zum Einsatz. Nach dem Abstieg 2015 war er erneut ein halbes Jahr ohne Verein, ehe er bei Drittligist Argeșul Pitești anheuerte.

### Nationalmannschaft
Für Rumänien spielte Dolha bisher zwei Mal. Sein Debüt gab er am 18. Februar 2004 gegen Georgien, als er in der 83. Minute für Bogdan Stelea eingewechselt wurde. Das Spiel in Larnaka wurde 3:0 gewonnen.

## Erfolge
- Rumänischer Meister: 2003
- Rumänischer Pokalsieger: 2002, 2006